# 제1근위전차군
제1근위전차군(러시아어: 1-я гвардейская танковая арми)는 적기군과 러시아 육군 소속의 근위 칭호를 가진 기갑 야전군이다.

## 역사

### 제2차 세계 대전
첫번째 편성은 1942년 7월, 스탈린그라드 전선군 소속 제38군에서 제1전차군으로서였다. 하지만, 일방적으로 공격받고 전멸하여 같은 해의 다음 달인 8월에 해체되었다.
명령 제46021호에 따라 제29군을 기반으로 1943년 1월 30일에 두번째로 편성되었다. 제1전차군은 북서부 전선군에 예속되어 제3차량화소총군단과 제6전차군단을 전력으로 배속받았다.
1945년 1월 1일
- 제8친위차량화소총군단
  - 제19근위차량화소총여단
  - 제20근위차량화소총여단
  - 제21근위차량화소총여단
  - 제1근위전차여단
- 제11근위전차군단
  - 제40근위전차여단
  - 제44근위전차여단
  - 제45근위전차여단
  - 제27근위차량화소총여단

### 주동독 소련군
제2차 세계 대전이 끝난 뒤, 적기장을 수여받은 제1근위전차군은 체제가 평시로 전환되어 예하 군단이 축소되어 사단이 되었다. 독일 점령군으로서 6월 10일에 창설된 주동독 소련군에 배속되어 NATO의 군대와 대치하였다. 제8, 11전차사단은 스몰렌스크와 드레스덴, 제8친위차량화소총사단은 작센 주, 그리마에 주둔하였다.
1957년 5월, 제8친위차량화소총사단의 서수가 20번으로 변경되었다.
1968년 제11친위전차, 제20차량화소총사단을 이끌고 체코슬로바키아를 침공하였다.
모스크바 군관구 관할 스몰렌스크로로 옮겨가 주둔하다가 1998년 해산하였다.
- 제9 전차사단 "스보로프바브루이스크-베를린"
- 제11적기장전차사단 "카르파티아-베를린"
- 제20적기장차량화소총사단 "카르파티아-베를린"

### 21세기
2014년 재창설되었다. 서부 군관구 소속 야전군으로 예속하고 제2근위차량화소총사단 "타만스카야"와 제4근위전차사단 "칸테미로프스카야"를 배속받았다. 2016년 2월 9일, 러시아 국방부는 2월 1일부로 500대의 T-72B3와 T-80 주력전차를 확보하여 제1친위전차군의 편성을 마쳤다고 발표하였으며, T-14 아르마타가 양산되면 최초로 지급받는 부대가 될 예정이다.
- 제2근위차량화소총사단 "타만스카야" (나로포민스크)
- 제4근위전차사단 "칸테미로프스카야"
- 제6근위전차여단
- 제27독립근위차량화여단 "세바스토폴스카야" (모스렌트겐)

## 기록
- 제2차 세계 대전
  - 스탈린그라드
  - 쿠르스크
  - 비스와-오데르
  - 리비우-산도미에시
  - 베를린
- 체코슬로바키아

## 참고
1. ↑  “Минобороны России: сформирована первая танковая армия ЗВО” (러시아어). ВПК.name. 2015년 7월 31일. 2015년 8월 24일에 확인함.
2. ↑  “Блогеры узнали о воссоздании гвардейской танковой армии Катукова” (러시아어). lenta.ru. 2015년 8월 1일. 2015년 8월 24일에 확인함.